# Madagascar Fauna Group
O Madagascar Fauna Group ou MFG - é um consórcio internacional de jardins zoológicos e outras agências de conservação que reúnem recursos para ajudar a conservar espécies animais em Madagascar, através de programas de reprodução em cativeiro, programas de pesquisa de campo, programas de treinamento para guardas florestais, e à aquisição e à protecção de espécies nativas de habitats em Madagascar.